# Antrocephalus imbili
Antrocephalus imbili is een vliesvleugelig insect uit de familie bronswespen (Chalcididae). De wetenschappelijke naam is voor het eerst geldig gepubliceerd in 1938 door Girault.